# Mount Polley
Mount Polley är ett berg i Kanada.   Det ligger i provinsen British Columbia, i den centrala delen av landet, 3 400 km väster om huvudstaden Ottawa. Toppen på Mount Polley är 1 253 meter över havet, eller 267 meter över den omgivande terrängen. Bredden vid basen är 4,9 km. Mount Polley ligger vid sjöarna  Bootjack Lake och Polley Lake.
Terrängen runt Mount Polley är huvudsakligen kuperad, men söderut är den platt. Trakten runt Mount Polley är nära nog obefolkad, med mindre än två invånare per kvadratkilometer..
I omgivningarna runt Mount Polley växer i huvudsak barrskog.